# Savigny (Vosges)
Savigny település Franciaországban, Vosges megyében. Lakosainak száma 203 fő (2022. január 1.). Savigny Avrainville, Bouxurulles, Florémont, Gircourt-lès-Viéville, Rugney és Xaronval községekkel határos.

## Népesség
A település népessége az elmúlt években az alábbi módon változott:
| Lakosok száma | 196  | 192  | 188  | 184  | 184  | 187  | 187  | 195  | 203  |
|               | 2013 | 2015 | 2016 | 2017 | 2018 | 2019 | 2020 | 2021 | 2022 |